# Den et tusinde og første nat
|  | Denne artikel er oprettet af botten PalnaBot ud fra en ekstern database. Den kan derfor have sproglige fejl eller mangler. Denne skabelon kan fjernes efter kontrol af indholdet. |

Den et tusinde og første nat er en animationsfilm instrueret af Ayhan Ünlü efter manuskript af Ayhan Ünlü.

## Handling
I ørkenen for cirka 600 år siden tror Abdullah, at han er verdens lykkeligste skomager - for han kan noget med kvinder og sko. Historien udvikler sig dog overraskende for både os og Abdullah. Humoristisk tegnefilm for voksne bygget på gammel mellemøstlig eventyrtradition. Der bruges en blanding af traditionel animation og arabisk kalligrafi til at røre ved et tabuemne som ikke skal afsløres her.